# 2012 en Islande
Chronologie de l'Islande
- 2008
- 2009
- 2010
- 2011
- 2012
- 2013
- 2014
- 2015
- 2016

Cet article présente les faits marquants de l'année 2012 en Islande ou relatifs à l'Islande.

## Gouvernement
- Président : Ólafur Ragnar Grímsson
- Premier ministre : Jóhanna Sigurðardóttir

## Événements
- 23 avril : l'ancien premier ministre Geir Haarde est déclaré par le tribunal responsable de la faillite du pays à la suite de la crise financière de 2008[1].
- 30 juin : le président Ólafur Ragnar Grímsson est réélu pour un 4e mandat.
- 16 août : un avion russe en provenance de New York se pose d'urgence sur l'aéroport de Reykjavik à la suite d'une alerte à la bombe[2].
- 20 octobre : les électeurs doivent se prononcer sur un projet de nouvelle constitution lors d'un référendum.
- 24 novembre : fondation du Parti pirate par Birgitta Jónsdóttir sur le modèle de son homologue suédois.

## Décès
24 juin : Karl Guðmundsson, entraîneur de football